# Somatidiopsis biroi
Somatidiopsis biroi är en skalbaggsart som beskrevs av Stefan von Breuning 1953. Somatidiopsis biroi ingår i släktet Somatidiopsis och familjen långhorningar. Inga underarter finns listade i Catalogue of Life.